# Gran Premio motociclistico di Germania 2008
Il Gran Premio motociclistico di Germania 2008 corso il 13 luglio, è stato il decimo Gran Premio della stagione 2008 e ha visto vincere: la Ducati di Casey Stoner in MotoGP, Marco Simoncelli nella classe 250 e Mike Di Meglio nella classe 125.

## MotoGP

### Qualifiche
| Pos | Nº | Pilota           | Moto     | Tempo    | Distacco |
| --- | -- | ---------------- | -------- | -------- | -------- |
| 1   | 1  | Casey Stoner     | Ducati   | 1'21.067 |          |
| 2   | 2  | Daniel Pedrosa   | Honda    | 1'21.420 | 0.353    |
| 3   | 5  | Colin Edwards    | Yamaha   | 1'21.519 | 0.452    |
| 4   | 4  | Andrea Dovizioso | Honda    | 1'21.656 | 0.589    |
| 5   | 48 | Jorge Lorenzo    | Yamaha   | 1'21.795 | 0.728    |
| 6   | 14 | Randy de Puniet  | Honda    | 1'21.821 | 0.754    |
| 7   | 46 | Valentino Rossi  | Yamaha   | 1'21.845 | 0.778    |
| 8   | 69 | Nicky Hayden     | Honda    | 1'21.876 | 0.809    |
| 9   | 56 | Shin'ya Nakano   | Honda    | 1'21.920 | 0.853    |
| 10  | 15 | Alex De Angelis  | Honda    | 1'21.977 | 0.910    |
| 11  | 52 | James Toseland   | Yamaha   | 1'22.126 | 1.059    |
| 12  | 24 | Toni Elías       | Ducati   | 1'22.256 | 1.189    |
| 13  | 65 | Loris Capirossi  | Suzuki   | 1'22.542 | 1.475    |
| 14  | 7  | Chris Vermeulen  | Suzuki   | 1'22.601 | 1.534    |
| 15  | 50 | Sylvain Guintoli | Ducati   | 1'22.938 | 1.871    |
| 16  | 33 | Marco Melandri   | Ducati   | 1'23.131 | 2.064    |
| 17  | 13 | Anthony West     | Kawasaki | 1'23.158 | 2.091    |

### Gara

#### Arrivati al traguardo
| Pos | Nº | Pilota           | Squadra                 | Motocicletta | Giri | Tempo     | Griglia | Punti |
| --- | -- | ---------------- | ----------------------- | ------------ | ---- | --------- | ------- | ----- |
| 1   | 1  | Casey Stoner     | Ducati Marlboro         | Ducati       | 30   | 47:30.057 | 1       | 25    |
| 2   | 46 | Valentino Rossi  | Fiat Yamaha             | Yamaha       | 30   | +3.708    | 7       | 20    |
| 3   | 7  | Chris Vermeulen  | Rizla Suzuki            | Suzuki       | 30   | +14.002   | 14      | 16    |
| 4   | 15 | Alex De Angelis  | San Carlo Honda Gresini | Honda        | 30   | +14.124   | 10      | 13    |
| 5   | 4  | Andrea Dovizioso | JiR Team Scot           | Honda        | 30   | +42.022   | 4       | 11    |
| 6   | 50 | Sylvain Guintoli | Alice Team              | Ducati       | 30   | +46.648   | 15      | 10    |
| 7   | 65 | Loris Capirossi  | Rizla Suzuki            | Suzuki       | 30   | +1:04.483 | 13      | 9     |
| 8   | 14 | Randy de Puniet  | LCR Honda               | Honda        | 30   | +1:04.588 | 6       | 8     |
| 9   | 56 | Shin'ya Nakano   | San Carlo Honda Gresini | Honda        | 30   | +1:16.773 | 9       | 7     |
| 10  | 13 | Anthony West     | Kawasaki Racing         | Kawasaki     | 30   | +1:29.275 | 17      | 6     |
| 11  | 52 | James Toseland   | Tech 3 Yamaha           | Yamaha       | 29   | +1 giro   | 11      | 5     |
| 12  | 24 | Toni Elías       | Alice Team              | Ducati       | 29   | +1 giro   | 12      | 4     |
| 13  | 69 | Nicky Hayden     | Repsol Honda            | Honda        | 28   | +2 giri   | 8       | 3     |

#### Ritirati
| Nº | Pilota         | Squadra         | Motocicletta | Giri | Griglia |
| -- | -------------- | --------------- | ------------ | ---- | ------- |
| 5  | Colin Edwards  | Tech 3 Yamaha   | Yamaha       | 20   | 3       |
| 33 | Marco Melandri | Ducati Marlboro | Ducati       | 9    | 16      |
| 2  | Daniel Pedrosa | Repsol Honda    | Honda        | 5    | 2       |
| 48 | Jorge Lorenzo  | Fiat Yamaha     | Yamaha       | 2    | 5       |

## Classe 250

### Arrivati al traguardo
| Pos | Nº | Pilota              | Squadra                        | Motocicletta | Giri | Tempo     | Griglia | Punti |
| --- | -- | ------------------- | ------------------------------ | ------------ | ---- | --------- | ------- | ----- |
| 1   | 58 | Marco Simoncelli    | Metis Gilera                   | Gilera       | 29   | 45:36.703 | 1       | 25    |
| 2   | 21 | Héctor Barberá      | Toth Aprilia                   | Aprilia      | 29   | +2.257    | 3       | 20    |
| 3   | 19 | Álvaro Bautista     | Mapfre Aspar                   | Aprilia      | 29   | +2.423    | 5       | 16    |
| 4   | 36 | Mika Kallio         | Red Bull KTM                   | KTM          | 29   | +4.150    | 4       | 13    |
| 5   | 60 | Julián Simón        | Repsol KTM                     | KTM          | 29   | +4.846    | 2       | 11    |
| 6   | 75 | Mattia Pasini       | Polaris World                  | Aprilia      | 29   | +8.132    | 13      | 10    |
| 7   | 12 | Thomas Lüthi        | Emmi - Caffe Latte             | Aprilia      | 29   | +38.302   | 14      | 9     |
| 8   | 4  | Hiroshi Aoyama      | Red Bull KTM                   | KTM          | 29   | +48.926   | 9       | 8     |
| 9   | 72 | Yūki Takahashi      | JiR Team Scot                  | Honda        | 29   | +50.062   | 10      | 7     |
| 10  | 15 | Roberto Locatelli   | Metis Gilera                   | Gilera       | 29   | +51.670   | 8       | 6     |
| 11  | 25 | Alex Baldolini      | Matteoni Racing                | Aprilia      | 29   | +1:08.796 | 21      | 5     |
| 12  | 32 | Fabrizio Lai        | Campetella Racing              | Gilera       | 29   | +1:08.962 | 7       | 4     |
| 13  | 41 | Aleix Espargaró     | Lotus Aprilia                  | Aprilia      | 29   | +1:11.351 | 12      | 3     |
| 14  | 55 | Héctor Faubel       | Mapfre Aspar                   | Aprilia      | 29   | +1:11.654 | 11      | 2     |
| 15  | 50 | Eugene Laverty      | Blusens Aprilia                | Aprilia      | 29   | +1:13.856 | 19      | 1     |
| 16  | 14 | Ratthapark Wilairot | Thai Honda PTT SAG             | Honda        | 29   | +1:29.976 | 17      |       |
| 17  | 10 | Imre Tóth           | Toth Aprilia                   | Aprilia      | 28   | +1 giro   | 22      |       |
| 18  | 93 | Alen Győrfi         | Motorcycle Competition Service | Honda        | 28   | +1 giro   | 26      |       |
| 19  | 45 | Doni Tata Pradita   | Yamaha Pertamina Indonesia     | Yamaha       | 28   | +1 giro   | 24      |       |
| 20  | 94 | Toni Wirsing        | Racing Team Germany            | Honda        | 27   | +2 giri   | 25      |       |

### Ritirati
| Nº | Pilota         | Squadra                | Motocicletta | Giri | Griglia |
| -- | -------------- | ---------------------- | ------------ | ---- | ------- |
| 90 | Federico Sandi | Zongshen Team of China | Aprilia      | 22   | 18      |
| 52 | Lukáš Pešek    | Auto Kelly - CP        | Aprilia      | 18   | 15      |
| 17 | Karel Abraham  | Cardion AB Motoracing  | Aprilia      | 3    | 16      |
| 6  | Alex Debón     | Lotus Aprilia          | Aprilia      | 3    | 6       |
| 7  | Russell Gómez  | Blusens Aprilia        | Aprilia      | 0    | 23      |

### Non partito
| Nº | Pilota          | Squadra           | Motocicletta | Griglia |
| -- | --------------- | ----------------- | ------------ | ------- |
| 54 | Manuel Poggiali | Campetella Racing | Gilera       | 20      |

### Non qualificato
| Nº | Pilota      | Squadra                | Motocicletta |
| -- | ----------- | ---------------------- | ------------ |
| 89 | Ho Wan Chow | Zongshen Team of China | Aprilia      |

## Classe 125

### Arrivati al traguardo
| Pos | Nº | Pilota             | Squadra                   | Motocicletta | Giri | Tempo     | Griglia | Punti |
| --- | -- | ------------------ | ------------------------- | ------------ | ---- | --------- | ------- | ----- |
| 1   | 63 | Mike Di Meglio     | Ajo Motorsport            | Derbi        | 27   | 40:03.710 | 6       | 25    |
| 2   | 17 | Stefan Bradl       | Grizzly Gas Kiefer Racing | Aprilia      | 27   | +2.010    | 3       | 20    |
| 3   | 1  | Gábor Talmácsi     | Bancaja Aspar             | Aprilia      | 27   | +2.733    | 1       | 16    |
| 4   | 38 | Bradley Smith      | Polaris World             | Aprilia      | 27   | +2.847    | 2       | 13    |
| 5   | 24 | Simone Corsi       | Jack & Jones WRB          | Aprilia      | 27   | +9.117    | 4       | 11    |
| 6   | 11 | Sandro Cortese     | Emmi - Caffe Latte        | Aprilia      | 27   | +9.249    | 9       | 10    |
| 7   | 18 | Nicolás Terol      | Jack & Jones WRB          | Aprilia      | 27   | +9.257    | 14      | 9     |
| 8   | 45 | Scott Redding      | Blusens Aprilia Junior    | Aprilia      | 27   | +30.778   | 16      | 8     |
| 9   | 93 | Marc Márquez       | Repsol KTM                | KTM          | 27   | +33.034   | 19      | 7     |
| 10  | 77 | Dominique Aegerter | Ajo Motorsport            | Derbi        | 27   | +33.121   | 21      | 6     |
| 11  | 29 | Andrea Iannone     | I.C. Team                 | Aprilia      | 27   | +33.134   | 24      | 5     |
| 12  | 30 | Pere Tutusaus      | Bancaja Aspar             | Aprilia      | 27   | +33.171   | 31      | 4     |
| 13  | 87 | Marcel Schrötter   | Toni Mang Team            | Honda        | 27   | +33.208   | 20      | 3     |
| 14  | 22 | Pablo Nieto        | Onde 2000 KTM             | KTM          | 27   | +33.755   | 18      | 2     |
| 15  | 7  | Efrén Vázquez      | Blusens Aprilia Junior    | Aprilia      | 27   | +34.554   | 23      | 1     |
| 16  | 44 | Pol Espargaró      | Belson Derbi              | Derbi        | 27   | +37.776   | 15      |       |
| 17  | 51 | Stevie Bonsey      | Degraaf Grand Prix        | Aprilia      | 27   | +37.872   | 13      |       |
| 18  | 73 | Takaaki Nakagami   | I.C. Team                 | Aprilia      | 27   | +54.240   | 25      |       |
| 19  | 85 | Marvin Fritz       | Kiefer Bos Sotin Jnr.     | Seel         | 27   | +58.249   | 30      |       |
| 20  | 5  | Alexis Masbou      | Loncin Racing             | Loncin       | 27   | +1:14.202 | 33      |       |
| 21  | 69 | Louis Rossi        | FFM Honda GP 125          | Honda        | 27   | +1:15.255 | 39      |       |
| 22  | 95 | Robert Mureșan     | Grizzly Gas Kiefer Racing | Aprilia      | 27   | +1:16.356 | 32      |       |
| 23  | 72 | Marco Ravaioli     | Matteoni Racing           | Aprilia      | 27   | +1:16.854 | 35      |       |
| 24  | 41 | Tobias Siegert     | Adac Nordbayern e.v.      | Aprilia      | 26   | +1 giro   | 37      |       |

### Ritirati
| Nº | Pilota              | Squadra                   | Motocicletta | Giri | Griglia |
| -- | ------------------- | ------------------------- | ------------ | ---- | ------- |
| 8  | Lorenzo Zanetti     | ISPA KTM Aran             | KTM          | 25   | 27      |
| 71 | Tomoyoshi Koyama    | ISPA KTM Aran             | KTM          | 24   | 7       |
| 35 | Raffaele De Rosa    | Onde 2000 KTM             | KTM          | 22   | 8       |
| 16 | Jules Cluzel        | Loncin Racing             | Loncin       | 19   | 26      |
| 33 | Sergio Gadea        | Bancaja Aspar             | Aprilia      | 15   | 12      |
| 21 | Robin Lässer        | Grizzly Gas Kiefer Racing | Aprilia      | 15   | 28      |
| 6  | Joan Olivé          | Belson Derbi              | Derbi        | 14   | 5       |
| 88 | Sebastian Kreuziger | RZT-Racing                | Honda        | 14   | 34      |
| 60 | Michael Ranseder    | I.C. Team                 | Aprilia      | 12   | 22      |
| 48 | Bastien Chesaux     | S3+ WTR San Marino        | Aprilia      | 9    | 38      |
| 99 | Danny Webb          | Degraaf Grand Prix        | Aprilia      | 5    | 11      |
| 56 | Hugo van den Berg   | Degraaf Grand Prix        | Aprilia      | 4    | 29      |
| 34 | Randy Krummenacher  | Red Bull KTM              | KTM          | 3    | 17      |
| 86 | Eric Hübsch         | Team Sachsenring          | Aprilia      | 2    | 36      |

### Squalificato
| Nº | Pilota       | Squadra    | Motocicletta |
| -- | ------------ | ---------- | ------------ |
| 12 | Esteve Rabat | Repsol KTM | KTM          |